# Riders of the Night
Riders of the Night er en amerikansk stumfilm fra 1918 af John H. Collins.

## Medvirkende
- Viola Dana - Sally Castleton
- George Chesebro - Milt Derr
- Clifford Bruce - John Derr
- Russell Simpson
- Mabel Van Buren